# Кострома (Камчатский край)
Кострома́ — село в Карагинском районе Камчатского края России. Входит в состав межселенной территории Карагинского муниципального района.

## История
В 1913 году у южной оконечности косы Песчаной потерпел аварию пароход «Кострома».
После 1913 года в честь затонувшего судна на картах появилось новое обозначение — коса Кострома.
С 1960 года в её северной части расположено одноимённое село, школы и детского сада в селе нет, дети учатся в школе села Карага, построенной из остатков остова парохода Кострома.
В 1970 году село стало центром Костромского сельсовета.

## Сельское поселение
Образовано в декабре 2004 года.
Упразднено в октябре 2018 года с передачей села Кострома в состав межселенной территории.

## География
Село Кострома расположено в северной части морской косы Кострома (бывшая Карагинская коса, стала называться Кострома после крушения парохода Кострома) Карагинского залива в 950 км по прямой от Петропавловска-Камчатского.
Ближайшие населённые пункты и расстояния до них
- Карага — 8 км,
- Оссора — 23 км,
- Тымлат — 50 км,
- Ивашка — 73 км.

Расстояния до районного и краевого центров
- до районного (Оссора) — 23 км,
- до краевого (Петропавловск-Камчатский) — 716 км.

Расстояние до ближайшего аэропорта
- Аэропорт Оссора — 23 км.
- аэропорт Елизово — 725 км.

## Население
| 2002 | 2008 | 2010 | 2012 | 2013 | 2014 | 2015 |
| ---- | ---- | ---- | ---- | ---- | ---- | ---- |
| 142  | ↘96  | ↗105 | →105 | ↘83  | ↘80  | ↘74  |
| 2016 | 2017 | 2018 | 2019 | 2020 | 2021 |      |
| ↘67  | →67  | →67  | ↗70  | ↘69  | ↘33  |      |